# 金明池争标图
《金明池争标图》，是由宋朝画家张择端创作的绢本设色图卷。纵28.5厘米，横28.6厘米。现藏于天津博物馆。

## 简介

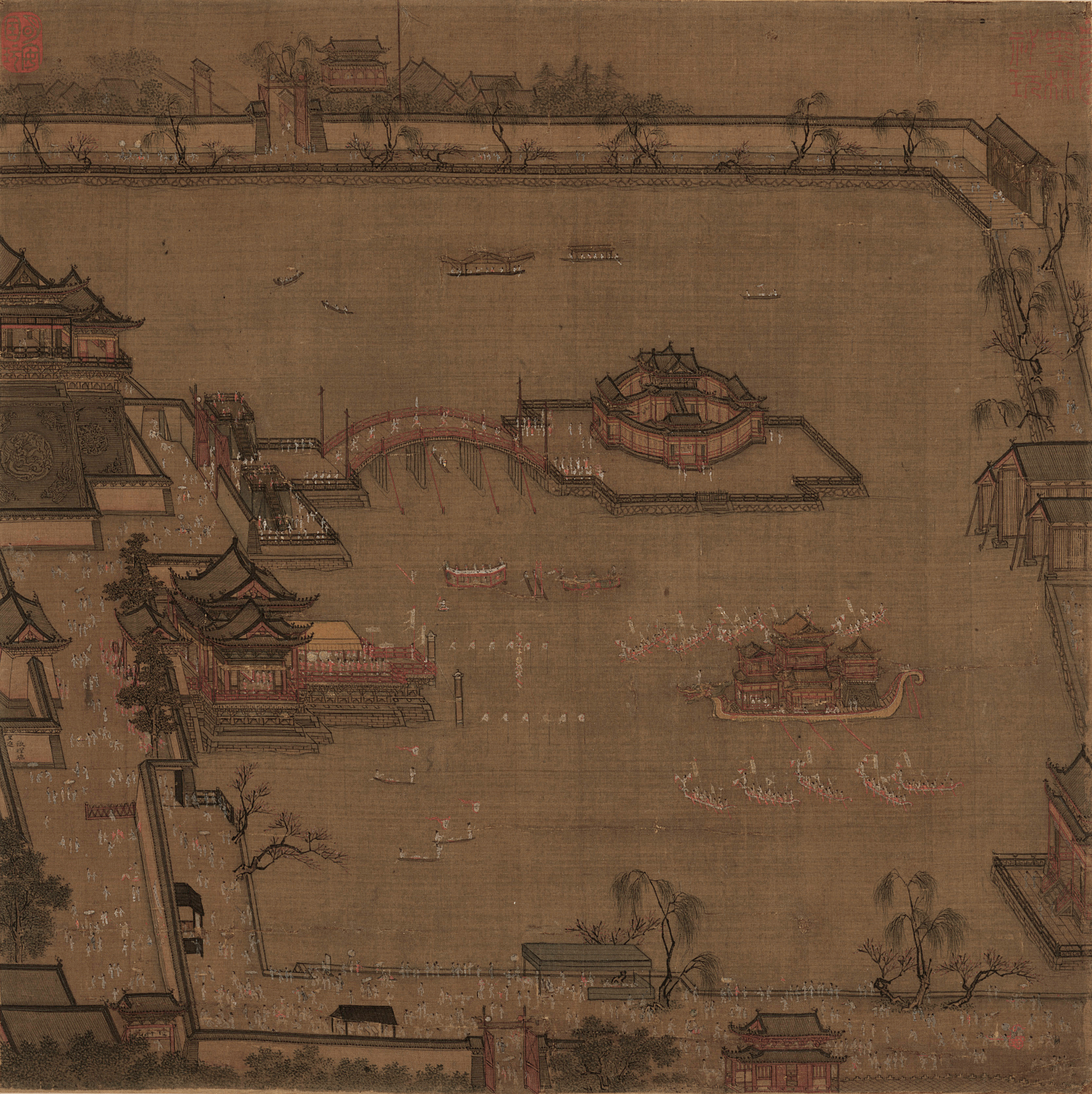
《金明池爭標圖》

该图卷以金明池及岸边的景物为背景，以一艘大型龙舟为中心，表现了宋朝时期的端午节金明池赛龙舟的盛况场景。一尺见方的绢上细笔精绘了上千个人物，亭台楼阁、冠盖仪仗，细微可见。图中建筑刻画得很工致，体量和气派近似皇家建筑样式，也有的建筑参用了江南民居的营造方式。

## 递藏
经明代安国、项元汴等鉴藏。最后一位私人藏家是天津实业家张叔诚。1957年，经韩慎先努力，入藏天津艺术博物馆（现天津博物馆前身）。